# Colonie de l'Île de Vancouver
1848–1866
Entités précédentes :
- Nouvelle-Calédonie

Entités suivantes :
- Colonie de la Colombie-Britannique

La colonie de l'Île de Vancouver et ses dépendances (anglais : Island of Vancouver and its Dependencies) est une colonie de la Couronne de l'Amérique du Nord britannique ayant existé de 1848 à 1866, date à laquelle elle est fusionnée à la colonie de la Colombie-Britannique.

## Histoire
En 1778, le capitaine britannique James Cook devient le premier européen à mettre le pied sur l'île de Vancouver en débarquant dans la baie de Nootka. Il revendique aussitôt le territoire au nom de la Grande-Bretagne. Le 8 octobre 1790, la ratification de la Convention de Nootka met fin à la crise de Nootka et l'Espagne abandonne ses revendications territoriales. Cependant, il faut attendre jusqu'en 1843 avant que les Britanniques, avec la Compagnie de la Baie d'Hudson, établissent un premier poste de traite sur l'île nommé Fort Albert (rebaptisé Fort Victoria ensuite).
Le 13 janvier 1849, l'île de Vancouver est désignée colonie de la Couronne. Richard Blanshard devient le premier gouverneur de la colonie. Ce dernier s'aperçoit rapidement de l'exclusivité qu'a la Compagnie de la Baie d'Hudson sur l'île, qui ne compte aucune administration. Les quelques colons sont pratiquement tous à l'emploi de la compagnie. Résigné, il démissionne en 1851 et est remplacé par James Douglas, un membre de la compagnie. À partir de sa nomination, Douglas porte à la fois le chapeau de représentant du monopole de la Compagnie et de gouverneur civil. En 1864, il est remplacé par Arthur Edward Kennedy.
Le 2 août 1866, la colonie est fusionnée à la colonie de la Colombie-Britannique. En contrepartie, la capitale de la nouvelle colonie unifiée devient Victoria, sur l'île de Vancouver.

## Politique

### Gouverneur
| Date                  | Mandat      |
| --------------------- | ----------- |
| Richard Blanshard     | 1849 – 1851 |
| James Douglas         | 1851 – 1864 |
| Arthur Edward Kennedy | 1864 – 1866 |

### Élections
Il y a eu 3 élections dans la colonie :
- Élections législatives vancouveroises de 1856
- Élections législatives vancouveroises de 1860
- Élections législatives vancouveroises de 1863